# Jan Braams (1762-1839)
Jan Braams (geboren Eext, gedoopt Anloo, 24 januari 1762 – Gieten, 3 maart 1839) was een Nederlandse schout en burgemeester.

## Leven en werk
Braams, zoon van Tonnis Braams en Margje Alberts Meursing, een actieve patriot was in 1795 de eerste schulte die rechtstreeks door de bevolking werd gekozen. Hij vervulde deze functie tot 1811 toen hij werd benoemd tot maire van Gieten. Toen deze functie werd omgezet in de functie van burgemeester werd Braams de eerste burgemeester van Gieten. Daarnaast was hij landbouwer en herbergier. Het gemeentehuis werd ondergebracht in zijn herberg, het latere hotel Braams. In 1989 brandde dit pand af; het hotel werd op deze plaats herbouwd. 
In 1823 dronken Van Lennep en Van Hogendorp in de herberg van Braams annex gemeentehuis van Gieten koffie en aten ze bruin brood van ongebuild roggemeel, tijdens hun voettocht door Nederland.
Braams was op 3 mei 1784 te Anloo getrouwd met Hindrikje Ottens. Hij hertrouwde op 15 januari 1807 te Gieten met Jantje Hogenesch. Hun zoon Hinderikus was burgemeester van Gasselte en van Odoorn en hun zoon Teunis was burgemeester van Gasselte en van Anloo. Zijn broer Albert werd in 1795 eveneens schulte van de nabijgelegen plaats Anloo.